# Miloș Vodă
Miloș Drăculescu sau Miloș Vodă (d. 1577) a fost fiul lui Mircea al III-lea și profesor la Școala Patriarhală din Constantinopol. A fost considerat nepotrivit să devină domn, fiindcă s-a născut cu un braț subțire, slab sau nedezvoltat.

### Cariera și Sfârșitul Vieții
Miloș, neputând deveni domn, a devenit profesor la Școala Patriarhală din Constantinopol, bucurându-se de un prestigiu înalt în comunitatea greacă de acolo. A murit pe 20 februarie 1577 și a fost îngropat în Biserica Patriarhală.

### Copii și descendenții
Miloș a avut doi copii, Irina și Vlad. Irina s-a căsătorit cu clucerul Albu Golescu, iar Vlad cu Velica, nepoată de fică al lui Mircea Ciobanul și Chiajna. Irina a avut doi fii: Albu Postelnciul și Radul. Vlad avea numai o fată, Ecaterina.